# Essener Turnerbund Schwarz-Weiß Fussball 1976-1977
Questa voce raccoglie le informazioni riguardanti l'Essener Turnerbund Schwarz-Weiß Fussball nelle competizioni ufficiali della stagione 1976-1977.

## Stagione
Nella stagione 1976-1977 il Schwarz Weiss Essen, allenato da Hubert Schieth, concluse il campionato di 2. Bundesliga al 8º posto. In Coppa di Germania il Schwarz Weiss Essen fu eliminato al primo turno dall'Amburgo.

## Rosa
| N. |                     | Ruolo | Calciatore                 |
| -- | ------------------- | ----- | -------------------------- |
|    | Germania (bandiera) | P     | Hans Wulf                  |
|    | Germania (bandiera) | D     | Eckhard Berlau-Kirschstein |
|    | Germania (bandiera) | D     | Jürgen Elm                 |
|    | Germania (bandiera) | D     | Sieghard Heise             |
|    | Germania (bandiera) | D     | Thomas Hörster             |
|    | Germania (bandiera) | D     | Dietmar Klinger            |
|    | Germania (bandiera) | D     | Franz-Josef Laufer         |
|    | Germania (bandiera) | D     | Günter Leufgen             |
|    | Germania (bandiera) | D     | Roland Mattner             |
|    | Germania (bandiera) | D     | Detlef Wiemers             |
|    | Germania (bandiera) | C     | Klaus Albert               |

| N. |                     | Ruolo | Calciatore         |
| -- | ------------------- | ----- | ------------------ |
|    | Germania (bandiera) | C     | Remo Dombrowski    |
|    | Germania (bandiera) | C     | Udo Lasch          |
|    | Germania (bandiera) | C     | Manfred Nieswandt  |
|    | Germania (bandiera) | C     | Christoph Orzol    |
|    | Germania (bandiera) | C     | Günther Riepert    |
|    | Germania (bandiera) | C     | Udo Schorning      |
|    | Germania (bandiera) | C     | Hans-Jürgen Zimmer |
|    | Germania (bandiera) | C     | Herbert Zimmer     |
|    | Germania (bandiera) | A     | Hans Fritsche      |
|    | Germania (bandiera) | A     | Jürgen Nabrotzki   |
|    | Germania (bandiera) | A     | Uwe Reinders       |

## Organigramma societario
Area tecnica
- Allenatore: Hubert Schieth
- Allenatore in seconda:
- Preparatore dei portieri:
- Preparatori atletici:

## Calciomercato

### Sessione estiva
| Acquisti | Acquisti        | Acquisti              | Acquisti |
| R.       | Nome            | da                    | Modalità |
| -------- | --------------- | --------------------- | -------- |
| C        | Remo Dombrowski | Schwarz-Weiß Essen II |          |

| Cessioni | Cessioni          | Cessioni        | Cessioni |
| R.       | Nome              | a               | Modalità |
| -------- | ----------------- | --------------- | -------- |
| C        | Herbert Bals      | Westfalia Herne |          |
| C        | Hans-Gerd Florian | Union Solingen  |          |
| A        | Dieter Schulitz   | Wattenscheid 09 |          |

### Sessione invernale
| Acquisti | Acquisti | Acquisti | Acquisti |
| R.       | Nome     | da       | Modalità |
| -------- | -------- | -------- | -------- |

| Cessioni | Cessioni | Cessioni | Cessioni |
| R.       | Nome     | a        | Modalità |
| -------- | -------- | -------- | -------- |

## Risultati

### 2. Bundesliga

#### Girone di andata
| Arbitro: | Sommershoff |

|                 |           |  |
| Zimmer 64’, 66’ | Marcatori |  |

| Arbitro: | Wahmann |

|                               |           |                     |
| Rehbach 2’ (rig.) Hermann 62’ | Marcatori | 26’ Klinger 67’ Elm |

| Arbitro: | Hilker |

|                                     |           |                     |
| Fritsche 6’, 59’ (rig.) Klinger 45’ | Marcatori | 17’ Bone 65’ Ludwig |

| Arbitro: | Horstmann |

|                 |           |            |
| Kacmierczak 15’ | Marcatori | 58’ Zimmer |

| Essen 5 settembre 1976 5ª giornata | Schwarz-Weiß Essen | 0 – 0 referto | St. Pauli | Grugastadion (6 000 spett.)\| Arbitro: \| Teichert \| |
| Arbitro:                           | Teichert           |               |           |                                                       |

| Arbitro: | Roth |

|                         |           |                                           |
| Kaczor 55’ Grünther 72’ | Marcatori | 10’, 15’ Nabrotzki 70’ Berlau-Kirschstein |

| Arbitro: | Assenmacher |

|            |           |              |
| Zimmer 85’ | Marcatori | 69’ Milewski |

| Arbitro: | Gabor |

|                      |           |  |
| Lussu 63’ Hammes 87’ | Marcatori |  |

| Arbitro: | Milkert |

|                        |           |  |
| Berlau-Kirschstein 41’ | Marcatori |  |

| Arbitro: | Eggert |

|                    |           |                                        |
| Bittner 71’ (rig.) | Marcatori | 21’ Elm 38’ Nabrotzki 53’, 87’ Hörster |

| Arbitro: | Kohnen |

|                                         |           |             |
| Reinders 10’, 51’ Hörster 24’ Lasch 27’ | Marcatori | 72’ Spazier |

| Arbitro: | Basedow |

|             |           |                          |
| Liedtke 78’ | Marcatori | 42’ Reinders 85’ Riepert |

| Arbitro: | Halfter |

|                                      |           |          |
| Reinders 10’ Wiemers 13’ Klinger 52’ | Marcatori | 24’ Götz |

| Arbitro: | Wahmann |

|                       |           |                                   |
| Gruler 47’ Klinge 52’ | Marcatori | 2’ Lasch 61’ Reinders 82’ Riepert |

| Arbitro: | Uhlig |

|              |           |  |
| Fritsche 73’ | Marcatori |  |

| Arbitro: | Retzmann |

|                                        |           |                        |
| Nordmann 4’ Schock 39’ Hußner 59’, 81’ | Marcatori | 55’ Zimmer 71’ Riepert |

| Arbitro: | Reichmann |

|  |           |                   |
|  | Marcatori | 87’ Friederichsen |

| Essen 3 dicembre 1976 18ª giornata | Schwarz-Weiß Essen | 0 – 0 referto | Alemannia Aquisgrana | Grugastadion (3 000 spett.)\| Arbitro: \| Reichmann \| |
| Arbitro:                           | Reichmann          |               |                      |                                                        |

| Arbitro: | Rieb |

|                        |           |  |
| Wolf 67’ Sackewitz 70’ | Marcatori |  |

#### Girone di ritorno
| Arbitro: | Lutz |

|                 |           |  |
| Wallek 17’, 32’ | Marcatori |  |

| Arbitro: | Fork |

|              |           |  |
| Fritsche 86’ | Marcatori |  |

| Arbitro: | Fork |

|                            |           |                                |
| Boers 7’ Otters 77’ (rig.) | Marcatori | 44’ Fritsche 64’ (rig.) Albert |

| Arbitro: | Gabriel |

|                                            |           |                                  |
| Wiemers 46’ Albert 55’ (rig.) Fritsche 67’ | Marcatori | 1’ Bals 15’ Sinnigen 63’ Brücken |

| Amburgo 30 gennaio 1977 24ª giornata | St. Pauli | 0 – 0 referto | Schwarz-Weiß Essen | Wilhelm-Koch-Stadion (14 000 spett.)\| Arbitro: \| Brückner \| |
| Arbitro:                             | Brückner  |               |                    |                                                                |

| Arbitro: | Wippker |

|                          |           |  |
| Hörster 28’ Fritsche 88’ | Marcatori |  |

| Arbitro: | Barnick |

|          |           |              |
| Dahl 61’ | Marcatori | 26’ Reinders |

| Arbitro: | Kindervater |

|                                          |           |                                                    |
| Fritsche 30’ Klinger 65’ Zimmer 68’, 86’ | Marcatori | 35’, 60’ Hammes 51’ (rig.) Bruns 90’ (aut.) Zimmer |

| Arbitro: | Kohnen |

|                                           |           |              |
| Raschid 1’ Mattsson 18’ Funkel 88’ (rig.) | Marcatori | 46’ Reinders |

| Arbitro: | Zuchantke |

|                                     |           |                 |
| Zimmer 52’ Hörster 80’ Fritsche 88’ | Marcatori | 1’, 14’ Pallaks |

| Arbitro: | Horeis |

|                 |           |                                     |
| Höfer 7’ (rig.) | Marcatori | 15’, 90’ (rig.) Fritsche 44’ Zimmer |

| Arbitro: | Marchefka |

|                                    |           |                 |
| Zimmer 1’ Fritsche 20’, 58’ (rig.) | Marcatori | 88’ Fetkenheuer |

| Arbitro: | Uhlig |

|                                           |           |                                |
| Götz 3’, 75’ Laufer 8’ (aut.) Pröpper 70’ | Marcatori | 51’ Nabrotzki 81’, 86’ Riepert |

| Essen 7 aprile 1977 33ª giornata | Schwarz-Weiß Essen | 0 – 0 referto | Göttingen | Grugastadion (2 500 spett.)\| Arbitro: \| Schütte \| |
| Arbitro:                         | Schütte            |               |           |                                                      |

| Arbitro: | Teichert |

|              |           |  |
| Hoffmann 70’ | Marcatori |  |

| Arbitro: | Rieb |

|                                      |           |                |
| Fritsche 10’ Zimmer 59’ Reinders 83’ | Marcatori | 65’ Mühlenberg |

| Arbitro: | Sommershoff |

|                                        |           |                 |
| Friederichsen 43’ Krüger 50’ Klose 59’ | Marcatori | 65’, 76’ Albert |

| Arbitro: | Brückner |

|                            |           |  |
| Mertes 71’ Kehr 88’ (rig.) | Marcatori |  |

| Arbitro: | Eschweiler |

|  |           |                               |
|  | Marcatori | 55’ Lienen 84’ (rig.) Peitsch |

### Coppa di Germania
| Arbitro: | Zuchantke |

|                                             |           |              |
| Keller 25’ Eigl 65’ Memering 81’ Hidien 82’ | Marcatori | 42’ Reinders |

## Statistiche

### Statistiche di squadra
| Competizione      | Punti | In casa | In casa | In casa | In casa | In casa | In casa | In trasferta | In trasferta | In trasferta | In trasferta | In trasferta | In trasferta | Totale | Totale | Totale | Totale | Totale | Totale | DR |
| Competizione      | Punti | G       | V       | N       | P       | Gf      | Gs      | G            | V            | N            | P            | Gf           | Gs           | G      | V      | N      | P      | Gf     | Gs     | DR |
| ----------------- | ----- | ------- | ------- | ------- | ------- | ------- | ------- | ------------ | ------------ | ------------ | ------------ | ------------ | ------------ | ------ | ------ | ------ | ------ | ------ | ------ | -- |
| 2. Bundesliga     | 43    | 19      | 11      | 6       | 2       | 34      | 19      | 19           | 5            | 5            | 9            | 29           | 36           | 38     | 16     | 11     | 11     | 63     | 55     | +8 |
| Coppa di Germania | -     | 0       | 0       | 0       | 0       | 0       | 0       | 1            | 0            | 0            | 1            | 1            | 4            | 1      | 0      | 0      | 1      | 1      | 4      | -3 |
| Totale            | 43    | 19      | 11      | 6       | 2       | 34      | 19      | 20           | 5            | 5            | 10           | 30           | 40           | 39     | 16     | 11     | 12     | 64     | 59     | +5 |

### Andamento in campionato
| Giornata  | 1 | 2 | 3 | 4 | 5 | 6 | 7 | 8 | 9 | 10 | 11 | 12 | 13 | 14 | 15 | 16 | 17 | 18 | 19 | 20 | 21 | 22 | 23 | 24 | 25 | 26 | 27 | 28 | 29 | 30 | 31 | 32 | 33 | 34 | 35 | 36 | 37 | 38 |
| --------- | - | - | - | - | - | - | - | - | - | -- | -- | -- | -- | -- | -- | -- | -- | -- | -- | -- | -- | -- | -- | -- | -- | -- | -- | -- | -- | -- | -- | -- | -- | -- | -- | -- | -- | -- |
| Luogo     | C | T | C | T | C | T | C | T | C | T  | C  | T  | C  | T  | C  | T  | C  | C  | T  | T  | C  | T  | C  | T  | C  | T  | C  | T  | C  | T  | C  | T  | C  | T  | C  | T  | T  | C  |
| Risultato | V | N | V | N | N | V | N | P | V | V  | V  | V  | V  | V  | V  | P  | P  | N  | P  | P  | V  | N  | N  | N  | V  | N  | N  | P  | V  | V  | V  | P  | N  | P  | V  | P  | P  | P  |
| Posizione | 2 | 3 | 2 | 3 | 4 | 2 | 5 | 8 | 6 | 3  | 2  | 1  | 1  | 1  | 1  | 1  | 1  | 2  | 4  | 5  | 4  | 5  | 5  | 4  | 3  | 4  | 3  | 5  | 4  | 3  | 3  | 4  | 4  | 4  | 4  | 4  | 4  | 8  |

Legenda:

Luogo: C = Casa; T = Trasferta. Risultato: V = Vittoria; N = Pareggio; P = Sconfitta.

### Statistiche dei giocatori
| Giocatore             | 2. Bundesliga | 2. Bundesliga | 2. Bundesliga | 2. Bundesliga | Coppa di Germania | Coppa di Germania | Coppa di Germania | Coppa di Germania | Totale   | Totale | Totale      | Totale     |
| Giocatore             | Presenze      | Reti          | Ammonizioni   | Espulsioni    | Presenze          | Reti              | Ammonizioni       | Espulsioni        | Presenze | Reti   | Ammonizioni | Espulsioni |
| --------------------- | ------------- | ------------- | ------------- | ------------- | ----------------- | ----------------- | ----------------- | ----------------- | -------- | ------ | ----------- | ---------- |
| K. Albert             | 36            | 4             | 2             | 0             | 1                 | 0                 | 0                 | 0                 | 37       | 4      | 2           | 0          |
| E. Berlau-Kirschstein | 30            | 2             | 2             | 0             | 1                 | 0                 | 0                 | 0                 | 31       | 2      | 2           | 0          |
| R. Dombrowski         | 2             | 0             | 0             | 0             | 0                 | 0                 | 0                 | 0                 | 2        | 0      | 0           | 0          |
| J. Elm                | 14            | 2             | 2             | 0             | 0                 | 0                 | 0                 | 0                 | 14       | 2      | 2           | 0          |
| H. Fritsche           | 26            | 14            | 4             | 0             | 1                 | 0                 | 0                 | 0                 | 27       | 14     | 4           | 0          |
| S. Heise              | 2             | 0             | 1             | 0             | 0                 | 0                 | 0                 | 0                 | 2        | 0      | 1           | 0          |
| T. Hörster            | 35            | 5             | 6             | 0             | 1                 | 0                 | 0                 | 0                 | 36       | 5      | 6           | 0          |
| D. Klinger            | 34            | 4             | 1             | 0             | 1                 | 0                 | 0                 | 0                 | 35       | 4      | 1           | 0          |
| U. Lasch              | 28            | 2             | 5             | 1             | 1                 | 0                 | 0                 | 0                 | 29       | 2      | 5           | 1          |
| F. Laufer             | 31            | 0             | 2             | 0             | 1                 | 0                 | 0                 | 0                 | 32       | 0      | 2           | 0          |
| G. Leufgen            | 5             | 0             | 1             | 0             | 1                 | 0                 | 1                 | 0                 | 6        | 0      | 2           | 0          |
| R. Mattner            | 0             | 0             | 0             | 0             | 0                 | 0                 | 0                 | 0                 | 0        | 0      | 0           | 0          |
| J. Nabrotzki          | 31            | 4             | 4             | 0             | 1                 | 0                 | 0                 | 0                 | 32       | 4      | 4           | 0          |
| M. Nieswandt          | 0             | 0             | 0             | 0             | 0                 | 0                 | 0                 | 0                 | 0        | 0      | 0           | 0          |
| C. Orzol              | 4             | 0             | 0             | 0             | 0                 | 0                 | 0                 | 0                 | 4        | 0      | 0           | 0          |
| U. Reinders           | 38            | 8             | 4             | 0             | 1                 | 1                 | 0                 | 0                 | 39       | 9      | 4           | 0          |
| G. Riepert            | 30            | 5             | 0             | 0             | 0                 | 0                 | 0                 | 0                 | 30       | 5      | 0           | 0          |
| U. Schorning          | 0             | 0             | 0             | 0             | 0                 | 0                 | 0                 | 0                 | 0        | 0      | 0           | 0          |
| D. Wiemers            | 35            | 2             | 3             | 0             | 0                 | 0                 | 0                 | 0                 | 35       | 2      | 3           | 0          |
| H. Wulf               | 38            | 0             | 0             | 0             | 1                 | 0                 | 0                 | 0                 | 39       | 0      | 0           | 0          |
| H. Zimmer             | 30            | 2             | 0             | 1             | 1                 | 0                 | 0                 | 0                 | 31       | 2      | 0           | 1          |
| H. Zimmer             | 35            | 9             | 3             | 0             | 1                 | 0                 | 0                 | 0                 | 36       | 9      | 3           | 0          |